# Number Ones (compilation de Stevie Wonder)
 (février 2023).
Si vous disposez d'ouvrages ou d'articles de référence ou si vous connaissez des sites web de qualité traitant du thème abordé ici, merci de compléter l'article en donnant les références utiles à sa vérifiabilité et en les liant à la section « Notes et références ».
Pour les articles homonymes, voir Number Ones (homonymie).
Albums de Stevie Wonder
A Time to Love
(2005) Fantastic Music for Christmas (All the Greatest Tracks)
(2016)
Number Ones est une compilation musicale de Stevie Wonder, sortie le 5 octobre 2007 et publiée par le label musical Motown. Ce best-of regroupe les titres dont la plupart se sont hissés en têtes dans les charts américains.

## Liste des titres
Toutes les chansons sont écrites et composées par Stevie Wonder sauf mention.
| No  | Titre                                                                          | Auteur                                                        | Durée |
| --- | ------------------------------------------------------------------------------ | ------------------------------------------------------------- | ----- |
| 1.  | Fingertips (part 2)                                                            | Clarence Paul, Henry Cosby                                    | 3:12  |
| 2.  | Uptight (Everything's Alright)                                                 | Sylvia May, Henry Cosby, Stevie Wonder                        | 2:55  |
| 3.  | Blowin' in the Wind                                                            | Bob Dylan                                                     | 3:05  |
| 4.  | I Was Made To Love Her                                                         | Henry Cosby, Mae Hardaway, Sylvia May, Stevie Wonder          | 2:36  |
| 5.  | Signed, Sealed, Delivered I'm Yours                                            | Stevie Wonder, Lee Garrett, Syreeta Wright, Lulu Mae Hardaway | 2:39  |
| 6.  | Superstition                                                                   |                                                               | 4:06  |
| 7.  | You Are the Sunshine of My Life                                                |                                                               | 2:57  |
| 8.  | Higher Ground                                                                  |                                                               | 3:46  |
| 9.  | Living for the City                                                            |                                                               | 3:43  |
| 10. | You Haven't Done Nothing                                                       |                                                               | 3:24  |
| 11. | I Wish                                                                         |                                                               | 4:32  |
| 12. | Sir Duke                                                                       |                                                               | 3:54  |
| 13. | Master Blaster (Jammin')                                                       |                                                               | 4:51  |
| 14. | That Girl                                                                      |                                                               | 5:15  |
| 15. | Ebony and Ivory (avec Paul McCartney)                                          | Paul McCartney                                                | 3:42  |
| 16. | I Just Called to Say I Love You                                                |                                                               | 4:23  |
| 17. | That's What Friends Are For (avec Elton John, Gladys Knight et Dionne Warwick) | Burt Bacharach, Carole Bayer Sager                            | 4:16  |
| 18. | Part-Time Lover                                                                |                                                               | 3:44  |
| 19. | Overjoyed                                                                      |                                                               | 3:43  |
| 20. | So What The Fuss                                                               |                                                               | 5:06  |

## Classements et certifications
| Classement (2007-2009)              | Meilleure place |
| ----------------------------------- | --------------- |
| États-Unis (Billboard 200)          | 171             |
| États-Unis (Top R&B/Hip-Hop Albums) | 40              |
| Nouvelle-Zélande (RIANZ)            | 18              |
| Pays-Bas (Mega Album Top 100)       | 63              |
| Pays-Bas (Midprice Top 50)          | 39              |
| Royaume-Uni (UK Albums Chart)       | 23              |
| Suède (Sverigetopplistan)           | 33              |

| Région                                                                                                 | Certification | Ventes/Streams |
| --- | ------------- | -------------- |
| Royaume-Uni (BPI)                                                                                      | Argent        | 60 000^        |
| Royaume-Uni (BPI)                                                                                      | Or            | 100 000^       |
| *Ventes selon la certification ^Mise en rayon selon la certification xNon précisé par la certification |               |                |